# Sociaal-chauvinisme
Sociaal-chauvinisme is een politieke term voor de stroming waarin fanatiek patriottisme door voornamelijk gematigd-linkse partijen wordt bedreven. Gedurende de Tweede Wereldoorlog namen veel linkse partijen, zelfs communistische, een sociaal-chauvinistisch standpunt in. De socialisten lieten hierbij hun antimilitarisme en geloof in een internationale eenwording van arbeiders vallen ten gunste van de "verdediging van hun vaderland". Dat gebeurde tijdens de Frans-Duitse Oorlog al.
Na de Oktoberrevolutie van 1917 trok Rusland zich terug uit de Eerste Wereldoorlog, maar na de dood van Lenin en de machtsovername door Jozef Stalin begon de nieuwe dictator het sociaal-chauvinisme weer op te voeren om de nazi's en de Japanners aan te vallen tijdens de Tweede Wereldoorlog.
De Britse schrijver George Orwell liet in zijn boek 1984 een dubbelzinnige en sociaal-chauvinistische spreuk klinken: Oorlog is Vrede. Daarmee werd bedoeld: zolang er oorlog is met het buitenland is er vrede in het binnenland.
Twee buitenstaande communisten Rosa Luxemburg en Karl Liebknecht bleven principieel tijdens de Eerste Wereldoorlog. Zij meenden dat er maar één noodzakelijk geval van geweld was: het omverwerpen van het Duitse keizerrijk voor een Duitse arbeidersstaat. Zij argumenteerden dat arbeiders niets winnen met een buitenlandse oorlog, enkel verliezen. Ze verliezen de eenwording van alle arbeiders ter wereld om een communistische wereld te scheppen. Hun kreet luidde: "Geen andere strijd dan klassenstrijd!"